# Homogénéisation biotique
L'homogénéisation biotique est, en écologie, le processus par lequel deux ou plusieurs communautés réparties dans l'espace deviennent de plus en plus similaires au fil du temps. Ce processus peut être d'ordre génétique (similarité de la diversité génétique), taxonomique (similarité dans les espèces présentes) ou fonctionnel (similarité des fonctions écologiques que jouent les espèces présentes) et conduit à une perte de diversité. Bien que le terme soit parfois utilisé de manière interchangeable avec « homogénéisation taxonomique », « homogénéisation fonctionnelle » et « homogénéisation génétique », l'homogénéisation biotique est en fait un concept global qui englobe les trois autres . 
Ce phénomène provient principalement de deux sources : les extinctions d'espèces indigènes et les invasions d'espèces non indigènes. Bien que ce processus soit antérieur à la civilisation humaine, comme en témoignent les archives fossiles, et qu’il se produise toujours naturellement, il s’est récemment accéléré en raison des pressions anthropiques. L'homogénéisation biotique est désormais reconnue comme une composante importante de la crise de la biodiversité et, en tant que telle, elle revêt une importance croissante pour les écologistes de la conservation.